# Gortyna

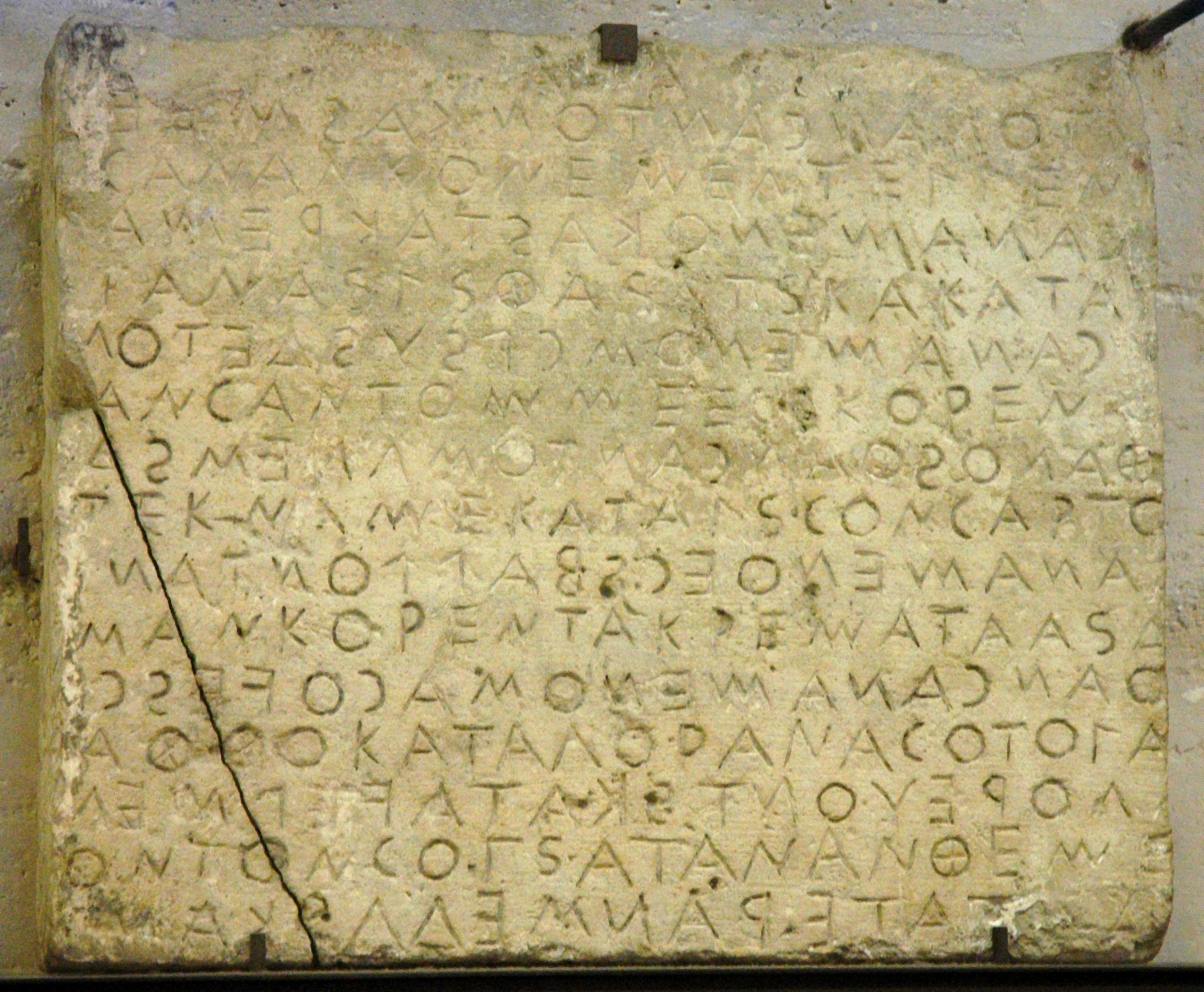
Fragment tablicy z prawem z Gortyny

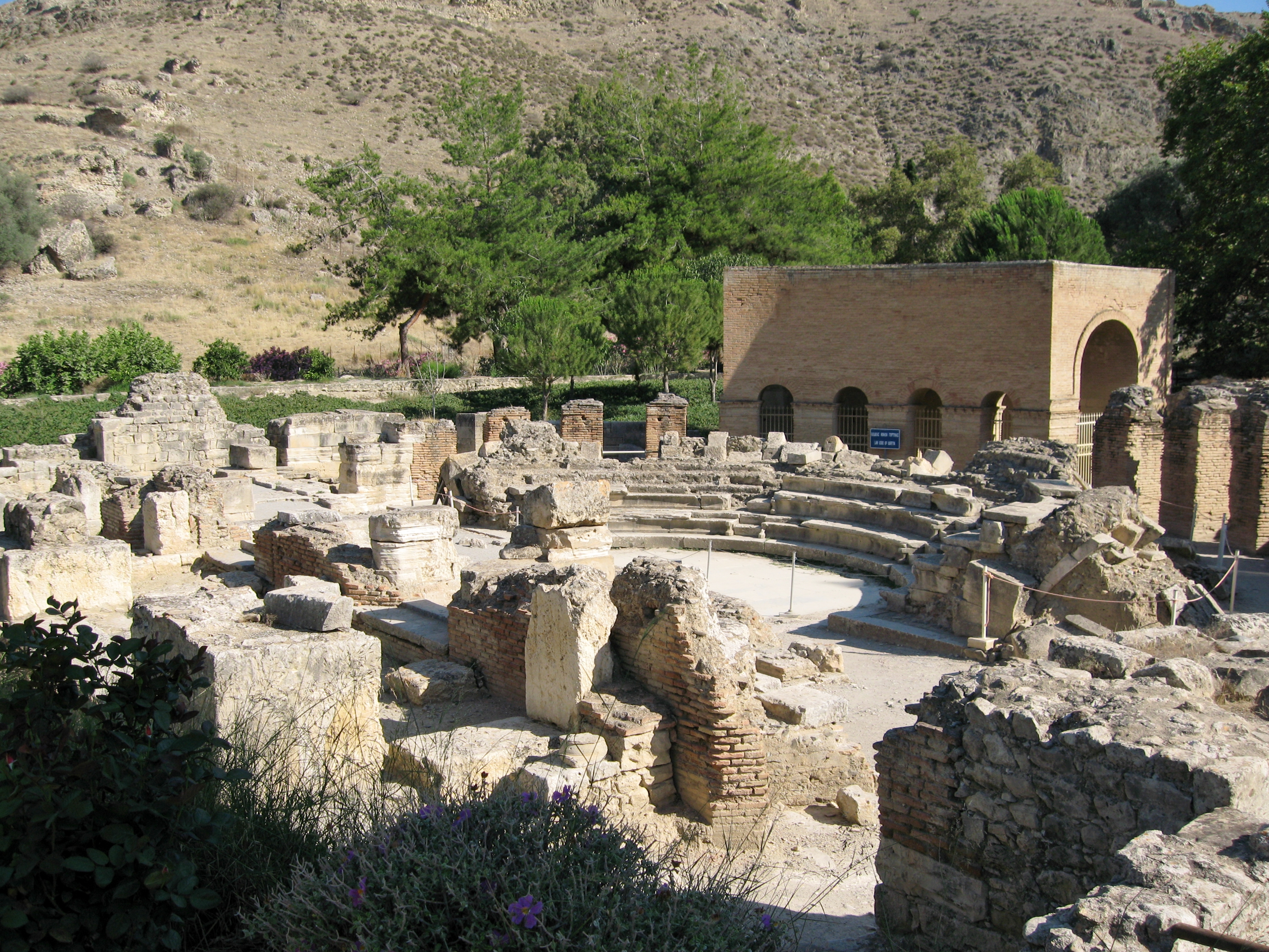
Odeon

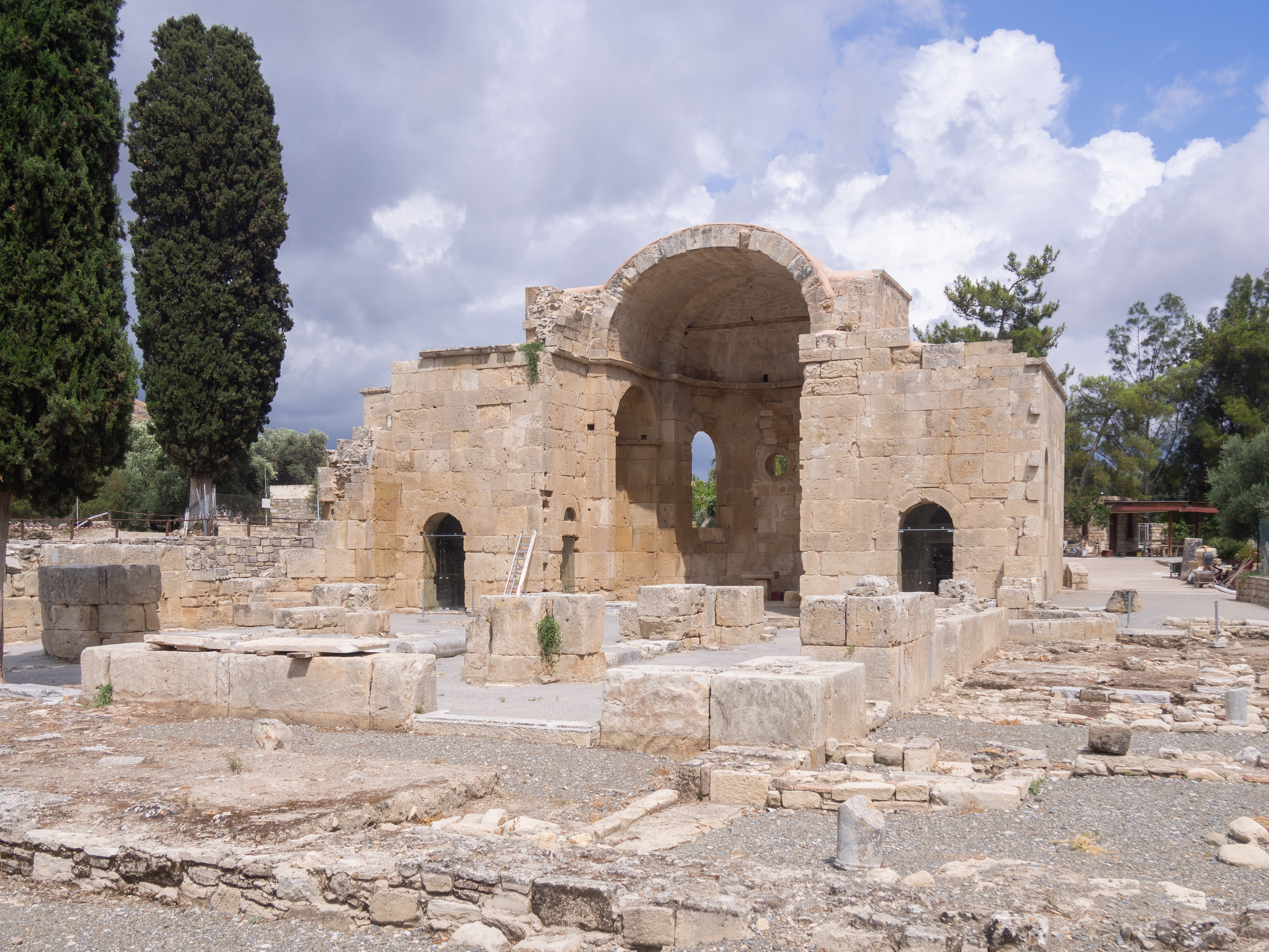
Ruiny bazyliki św. Tytusa

Gortyna, Gortys (gr. Γόρτυνα, Γόρτυς) – starożytne miasto greckie, stolica Krety w okresie panowania rzymskiego. Miasto to jest znane z tzw. kodeksu praw z Gortyny (V wiek p.n.e.) zwanego także murem z Gortyny, zawierającego całe ustawodawstwo, w którym kobiety miały zagwarantowaną lepszą pozycję społeczną, niż w pozostałych poleis greckich.

## Historia
- III tysiąclecie p.n.e. – pierwsze ślady osadnictwa
- VI wiek p.n.e. – początek rozwoju miasta pod panowaniem Dorów
- III wiek p.n.e. – podbicie Fajstos i podporządkowanie miastu całej doliny Mesara
- 69 p.n.e. (I wiek p.n.e.) – Rzymianie po podbiciu Krety ustanawiają Gortynę jej stolicą
- I wiek – św. Paweł mianuje Tytusa biskupem Krety. Do niego skierowany był List do Tytusa z Nowego Testamentu
- 330 – miasto zostaje podbite przez Bizancjum
- 826 – miasto przechodzi w ręce Saracenów
- 1204 – miasto zajęte przez Wenecjan
- 1669 – zdobycie miasta przez Turków Osmańskich

## Zabytki
- ruiny bazyliki św. Tytusa
- pozostałości odeonu z I wieku p.n.e., w którym eksponowany jest Kodeks z Gortyny
- ruiny greckiego teatru z widownią o obwodzie 120 m.
- ruiny świątyni Apollina Pytyjskiego (III wiek p.n.e.)